# Knoglersfreude
Knoglersfreude ist ein Gemeindeteil der oberbayerischen Stadt Ingolstadt.
Der Ortsteil liegt auf der südlichen Donauseite etwa 5 Kilometer südwestlich des Stadtzentrums. Ursprünglicher Name der Siedlung war Hackenschwaige. 1831 wurde sie anlässlich des 67. Geburtstages des vermögenden Färbermeisters Clemens Knogler in Knoglersfreude umbenannt. Der historische Ortsname blieb im Volksmund und als Straßenname erhalten.
Die Siedlung war bis ins 20. Jahrhundert hinein bäuerlich geprägt. Nach Ausweisung des Baugebiets Knoglersfreude-Süd im Jahr 1993 stieg die Einwohnerzahl stark an. Heute leben dort 647 Menschen (Stand: 31. Dezember 2004). Baulich ist der Ortsteil mit dem östlich gelegenen Hundszell zusammengewachsen und gehört zum Stadtbezirk Südwest und hier zum Unterbezirk 53 „Hundszell/Knoglersfreude“.